# 1991年韓国地方議会議員選挙
1991年韓国地方議会議員選挙（1991ねんかんこくちほうぎかいぎいんせんきょ）は、韓国における基礎自治団体（市・区・郡）と広域自治団体（道・ソウル特別市と直轄市）の議決機関である地方議会を構成する議員を選出するため1991年の3月と6月に行われた地方選挙である。

## 概要
1960年12月に地方選挙が行われた翌年5月に軍事クーデターが発生、地方議会は軍政布告4号によって解散され、その後30年余りの長きにわたって地方自治が停止されていた。しかし、1987年の民主化によって地方自治も復活する事が決まり、その第一段階として基礎議会（市・区・郡）と広域議会（道・ソウル特別市と各直轄市）を構成する議員を選出するための選挙が1991年3月と6月に行われた。特に広域議会選挙では政党による公薦が認められたこともあって、前年1990年に行われた3党合同と盧泰愚政権に対する中間評価の意味合いが強い選挙となったが、盧泰愚政権与党である民主自由党（民自党）が圧勝する結果となった。

## 実施までの経緯
1961年5月の軍事クーデターで地方自治が停止された後、1962年12月に改正された憲法（第三共和国憲法）の附則第7条第3項で「この憲法による地方議会の設置時期に関しては法律でこれを定める」と規定され、地方自治の実施は法律によって留保された。この状態が第四共和国を経て第五共和国まで継続された。
1980年の第五共和国憲法では、その憲法附則第10条で「この憲法による地方議会は、地方自治団体の財政自立度を勘案して順次的に構成し、その構成時期は法律で定める」と規定されていた。そして、第12代総選挙を1年後に控えた1984年11月23日、与野党は「1987年上半期まで適当な一部地域で地方議会を一時的に構成し、条件が整い次第順次拡大する」事に合意し、地方議会の再構成の気運がにわかに高まってきた。
与野党合意の後、地方自治実施研究委員会による地方自治研究、1988年4月6日の地方自治法改定と地方議会議員選挙法改定を経て、市・郡・区は法律が施行された日から一年以内の1989年4月30日に議会を構成、市・道は市・郡・区議会が構成されてから2年以内に構成することとされた。しかし、第13代国会構成に伴う政治情勢の変化で、その実施時期は大幅に遅れることになった。
その後、1989年の定期国会で、地方議会議員選挙については1990年上半期に実施、そして団体長選挙は1991年上半期に実施することで与野党間の合意がなされたが、地方議会における政党公薦を許容するか否かで決着がつかず延期された（最終的に広域議会議員選挙のみで政党公薦を容認、基礎議会では禁止することで決着）。最終的に地方議会議員選挙は1991年上半期に実施、団体長選挙は追って実施することで合意が成立し、1960年以来31年ぶりの地方議会議員選挙が実施される運びとなった。

## 実施された選挙
この時の選挙は、地方議会議員選挙法に基づいて行われた。選挙制度の主な要点は、①原則は小選挙区、一部で中選挙区制を加味、②供託金制度の導入、③選挙運動の包括的禁止、④投票日について、総選挙は大統領が、増員・補欠選挙日は自治団体長が公示する。といった点である。また、政府樹立以降、特別市や直轄市の地域的補助機関の存在であった区も、1988年の地方自治法改正によって自治区となったことで、区でも議会議員選挙が行われることになった。

### 基礎議会選挙
基礎議会議員選挙は、1選挙区から複数候補を選出する中選挙区制（ただし1人区もあり）で政党による公薦は禁止。
- 3月8日：市郡区の議会議員選挙を行うことを公告
- 3月13日：候補登録締め切り
  - 総議員定数：4,304議席
  - 立候補者：10,159名（平均競争率：2.36倍）－投票日時点における最終的候補者数は9,963名（182名が立候補辞退、2名死亡、12名が登録無効となったため）
  - 無投票当選：候補登録締め切り時点において、441選挙区で547名が無投票当選。その後の立候補辞退などで最終的な無投票当選は492選挙区614名となった。
- 3月26日：投票－全国260箇所の市郡区（68市136郡56区）の3,562選挙区（内、無投票當選区492選挙区）
  - 投票率：55.5％
  - 女性当選者：8名

政党公薦の禁止、立候補者の相次ぐ辞退や登録無効、低投票率などで全般的に低調な選挙戦となった。

### 広域議会選挙
広域議会選挙は、1選挙区から1名のみを選出する小選挙区制で政党による公薦が認められた。
- 議員定数：866名
  - ソウル特別市：132名
  - 釜山直轄市：51名
  - 大邱直轄市：28名
  - 仁川直轄市：27名
  - 光州直轄市：23名
  - 大田直轄市：23名
  - 京畿道：117名
  - 江原道：54名
  - 忠清北道：38名
  - 忠清南道：55名
  - 全羅北道：52名
  - 全羅南道：73名
  - 慶尚北道：87名
  - 慶尚南道：89名
  - 済州道：17名
- 候補登録：6月1日～6月6日
- 最終的候補者数：2,860名（内、16選挙区で16名が無投票当選となった）[1]
  - 民主自由党：839名
  - 新民主連合党：553名
  - 民主党：467名
  - 公明民主党：3名
  - 民衆党：42名
  - 無所属：956名

出所：“<표4-3>시・도의회의원선거 정당별 후보자 등록상황（市・道議会議員選挙政党別候補者登録状況）韓国中央選挙管理委員会編『大韓民國選擧史　第5輯』258頁”から登録無効及び立候補辞退した登録候補者数を差し引いた数字である。
- 各主要政党についての概要
  - 与党
    - 民主自由党 민주자유당（民自党）：1990年2月に盧泰愚大統領与党である民主正義党が、野党の統一民主党（金泳三総裁）と新民主共和党（金鍾泌総裁）と合同（3党合同）して発足した保守政党。慶尚道と忠清道に強い地盤を有した。

  - 野党
    - 新民主連合党 신민주연합당 （新民党）：広域議会選挙を目前にした4月に野党第一党の平和民主党（金大中総裁）が、支持拡大を目指し在野勢力の「新民主連合」と合同して結成した中道政党。
    - 民主党 민주당：1990年の3党合同に際し、統一民主党に残留した李基澤や盧武鉉などが無所属議員と共に結成した保守政党。

  - 院外政党（国会における議席は無し）
    - 民衆党 민중당：1990年7月に在野勢力内部で「民衆政黨」を志向する人々が中心となって結成した革新政党。

## 広域議会選挙結果
- 投票日：1991年6月20日
- 投票率：58.9％

| 地域         | 選挙人数   | 投票者数   | 投票率 （％） |
| ------------ | ---------- | ---------- | ------------- |
| ソウル特別市 | 7,212,887  | 3,781,979  | 52.4          |
| 釜山直轄市   | 2,519,619  | 1,450,847  | 57.6          |
| 大邱直轄市   | 1,439,609  | 762,916    | 53.0          |
| 仁川直轄市   | 1,243,072  | 670,328    | 53.9          |
| 光州直轄市   | 712,477    | 395,793    | 55.6          |
| 大田直轄市   | 671,919    | 401,721    | 59.8          |
| 京畿道       | 3,958,349  | 2,195,001  | 55.5          |
| 江原道       | 1,016,647  | 696,562    | 68.5          |
| 忠清北道     | 892,420    | 583,739    | 65.4          |
| 忠清南道     | 1,180,314  | 816,160    | 69.1          |
| 全羅北道     | 1,304,059  | 814,233    | 62.4          |
| 全羅南道     | 1,522,590  | 993,795    | 65.3          |
| 慶尚北道     | 1,804,859  | 1,239,975  | 68.7          |
| 慶尚南道     | 2,319,521  | 1,502,252  | 64.8          |
| 済州道       | 284,682    | 212,696    | 74.7          |
| 合計         | 28,083,024 | 16,517,997 | 58.9          |

出所：野副伸一「地方議会選挙と今後の韓国政治」表2 投票状況（「アジアトレンド」№45、アジア経済研究所、1991-Ⅲ、66頁以下）、68頁
| 党派         | 得票数     | 得票率 | 議席数 |
| ------------ | ---------- | ------ | ------ |
| 民主自由党   | 6,588,175  | 40.6   | 564    |
| 新民主連合党 | 3,562,988  | 21.9   | 165    |
| 民主党       | 2,316,528  | 14.3   | 21     |
| 民衆党       | 125,488    | 0.8    | 1      |
| 公明民主党   | 1,954      | 0.0    | 0      |
| 無所属       | 3,643,965  | 22.4   | 115    |
| 合計         | 16,239,098 |        | 866    |

出所<표4-12>시・도의회의원선거 정당별 당선자수 및 득표상황（市・道議会議員選挙政党別当選者数及び得票状況）韓国中央選挙管理委員会編『大韓民國選擧史　第5輯』300頁
|                     | 民自党    | 新民党    | 民主党  | 民衆党 | 無所属    |
| ------------------- | --------- | --------- | ------- | ------ | --------- |
| ソウル特別市        | 110       | 21        | 1       | 0      | 0         |
| 釜山直轄市          | 50        | 0         | 1       | 0      | 0         |
| 大邱直轄市          | 26        | 0         | 0       | 0      | 2         |
| 仁川直轄市          | 20        | 1         | 3       | 0      | 3         |
| 光州直轄市          | 0         | 19        | 0       | 0      | 4         |
| 大田直轄市          | 14        | 2         | 1       | 0      | 6         |
| 京畿道              | 94        | 3         | 2       | 0      | 18        |
| 江原道              | 34        | 0         | 1       | 1      | 18        |
| 忠清北道            | 31        | 0         | 2       | 0      | 5         |
| 忠清南道            | 37        | 0         | 4       | 0      | 14        |
| 全羅北道            | 0         | 51        | 0       | 0      | 1         |
| 全羅南道            | 1         | 67        | 0       | 0      | 5         |
| 慶尚北道            | 66        | 0         | 5       | 0      | 16        |
| 慶尚南道            | 73        | 1         | 1       | 0      | 14        |
| 済州道              | 8         | 0         | 0       | 0      | 9         |
| 合計 （議席占有率） | 564 (65%) | 165 (19%) | 21 (2%) | 1 (0%) | 115 (14%) |
| 女性は8名が当選     |           |           |         |        |           |

出所：クレアレポート№103「大韓民国の地方選挙について」＜表11＞當選者の政党別分布（自治体国際化協会）、18頁

### 民自党圧勝、新民党・民主党惨敗
広域議会選挙は、与党民自党が大勝し、野党である新民党と民主党が共に敗北する結果となった。民自党は湖南地方（光州・全羅南道・全羅北道）と済州道以外の全地域（11地域）で広域議会の過半数を制し、議会を掌握することが出来た。浮動層が多く、各党間で激戦が展開された首都圏（ソウル市・仁川市・京畿道）においても、ソウル市（132議席）で全議席の83.3％に当たる110議席を、仁川市では全議席の74.1％にあたる20議席、京畿道では117議席中94議席を占め、圧倒的な勝利を手にすることが出来た。
一方、選挙前に地域政党からの脱皮を目指して平民党と在野勢力が合同して結成された新民党は、広域議会の総議席866議席中、165議席を得るに留まった。しかも、165議席中137議席は湖南地方で獲得したものであり、ソウル市を初めとしたそれ以外の地域では28議席に留まり、江原道や忠清道、釜山と大邱、慶尚北道、済州道では1議席も獲得できなかったことで、湖南政党としての性格がより強まる結果となった。また、同じ野党で結党以来、高い支持率を維持してきた民主党も469名の候補者中21名の当選、李基澤総裁の地元である釜山市（51議席）でさえ1名の当選に留まるなど厳しい結果となった。そして、革新政党としての勝利を目指した民衆党は江原道の旌善郡で1名が当選するに留まった。また無所属候補は115名が当選したが、この内97名は与党系とされるため、これを加算した与党系の議席は661議席（76.3％）と全体の4分の3を超える結果となった。

### 民自党圧勝の要因
選挙前に水西事件やフェノール汚染事件といった政府に対する国民の不信感を増幅するような事件が続発した上に、インフレや家賃高騰などで低所得者層を中心に国民生活に深刻なダメージが生じていたため、与党にとって不利な状況であったように見えた。しかし、全国民族民主運動連合（全民連）や全国大学生代表者協議会（全大協）などの在野勢力と野党が共同して行った盧泰愚政権退陣要求デモ（5月闘争）が過激さを増す中、焼身自殺した全民連の社会部長の遺書を総務部長が代筆していたことが明らか（5月29日）になると反政府運動に対する国民の批判が高まった。そのうえ6月3日には鄭元植国務総理代理（前文教部長官）が韓国外国語大学校で行った最終講義の後、デモ参加学生によって小麦粉や卵を浴びせられた上に校内を引き回される事件が発生したことで、過激な反政府運動に同調する野党に対する国民の不信感は決定的なものとなり、そのことが野党の敗因につながった。

## 選挙後の情勢
広域議会選挙で圧勝した民自党では、盧泰愚大統領の後継者選定を巡って、議院内閣制改憲に持ち込みたい多数派の旧民正党と有力大統領候補である金泳三を抱える旧民主党の間で争いが表面化した。一方、本地方選挙で敗北した新民党と民主党は、一旦は頓挫した両党の統合を再び推進することを決定し、同年9月10日に新たな統合野党としての「民主党」（金大中・李基澤共同代表）を発足させた。
| 党派       | 議席 | 備考                                        |
| ---------- | ---- | ------------------------------------------- |
| 民主自由党 | 214  |                                             |
| 民主党     | 77   | 新民67名・民主8名・その他2名                |
| 無所属     | 7    | 新民党との統合に加わらなかった民主2名を含む |